# Матчи сборной Москвы по футболу (1925)
Сезон 1925 года стал 19-м в истории сборной Москвы по футболу.
В нем сборная провела 6 официальных матчей (все товарищеские междугородние со сборными городов Одессы, Ленинграда и Симферополя), а также 21 неофициальный.

## Классификация матчей
По установившейся в отечественной футбольной истории традиции официальными принято считать матчи первой сборной с эквивалентным по статусу соперником (сборные городов, а также регионов и республик); матчи с клубами Москвы и других городов составляют отдельную категорию матчей.
Международные матчи также разделяются на две категории: матчи с соперниками топ-уровня (в составах которых выступали футболисты, входящие в национальные сборные либо выступающие в чемпионатах (лигах) высшего соревновательного уровня своих стран — как профессионалы, так и любители) и (начиная с 1920-х годов) международные матчи с так называемыми «рабочими» командами (состоявшими, как правило, из любителей невысокого уровня).

## Статистика сезона
| 1925              |                                             |     |
| Н (1)             | Москва — Москва-II                          | 3:1 |
| Н (2)             | Москва — СССР                               | 2:3 |
| Н (3)             | Москва — «Губмилиция» Екатеринослав         | 3:0 |
| Н (4)             | Москва — «Желдор» Екатеринослав             | 3:3 |
| Н (5)             | Москва — Завод им.Петровского Екатеринослав | 2:1 |
| Н (6)             | Москва — «Совработник» Симферополь          | 3:0 |
| Н (7)             | Москва — «Дом физкультуры» Симферополь      | 6:0 |
| МГ 27             | Москва — Симферополь                        | 2:2 |
| Н (8)             | Москва — «Канатчики» Одесса                 | 1:2 |
| Н (9)             | Москва — «Ленинцы» Одесса                   | 1:2 |
| Н (10)            | Москва — СССР                               | 1:2 |
| МГ 28             | Москва — Одесса                             | 1:3 |
| Н (11)            | Москва — Ленинград-II                       | 6:1 |
| Н (12)            | Москва-II — Николаев                        | 3:2 |
| Н (13)            | Москва-II — Ленинград                       | 2:3 |
| Н (14)            | Москва-II — Ленинград-II                    | 1:2 |
| Н (15)            | Москва-II — Харьков                         | 0:4 |
| Н (16)            | Москва-II — Закавказье                      | 3:4 |
| МГ 29             | Москва — Ленинград                          | 2:2 |
| Н (17)            | Москва-II — Ленинград                       | 3:0 |
| Н (18)            | Москва-II — «Динамо» (сборная)              | 2:1 |
| МГ 30             | Москва — Ленинград                          | 3:1 |
| Н (19)            | Москва — Ленинград-II                       | 2:3 |
| МГ 31             | Москва — Ленинград                          | 0:4 |
| Н (20)            | Москва — Харьков (металлисты)               | 7:0 |
| Н (21)            | Москва — Одесса-II                          | 4:1 |
| МГ 32             | Москва — Одесса                             | 0:3 |
| Итого             |                                             |     |
| И В Н П М         |                                             |     |
| 6 1 2 3 8 − 15    |                                             |     |
| 21 11 1 9 58 − 35 |                                             |     |

## Официальные матчи

### 70. Москва — Симферополь — 2:2
Междугородний товарищеский матч 27 (отчет ).

| Москва | 2:2 | Симферополь |
| ------ | --- | ----------- |
|        |     |             |

| Игрок               | Клуб                 |                                 | Вышел на замену | Гол  |
| ------------------- | -------------------- | ------------------------------- | --------------- | ---- |
| Леонов, Михаил      | МСФК                 | Серебряный гол · Серебряный гол | 1               | (-2) |
|                     |                      |                                 |                 |      |
| Сысоев, Сергей      | ОППВ                 |                                 | 22              | 3    |
| Попов, Пётр         | «Красная Пресня»     |                                 | 6               |      |
|                     |                      |                                 |                 |      |
| Квашнин, Константин | «Красная Пресня»     |                                 | 1               |      |
| Ратов, Владимир     | ОППВ                 |                                 | 15              | 1    |
| Ноготков, Павел     | МСФК                 |                                 | 16              | 2    |
|                     |                      |                                 |                 |      |
| Леута, Станислав    | «Красная Пресня»     |                                 | 1               |      |
| Троицкий, Николай   | «Красные Сокольники» |                                 | 11              | 4    |
| Загрядсков, Михаил  | КОР                  |                                 | 4               |      |
| Троицкий, Сергей    | МСФК                 |                                 | 15              | 5    |
| Холин, Александр    | МСФК                 |                                 | 8               | 2    |

| Симферополь |  |
| ----------- |  |
| ?           |  |
|             |  |
| ?           |  |
| ?           |  |
|             |  |
| ?           |  |
| ?           |  |
| ?           |  |
|             |  |
| ?           |  |
| ?           |  |
| ?           |  |
| ?           |  |
| ?           |  |

### 71. Москва — Одесса — 1:3
Междугородний товарищеский матч 28 (отчет ).

| Москва           | 1:3 | Одесса                             |
| ---------------- | --- | ---------------------------------- |
| - С.Троицкий 11′ |     | - 33′ 40′ Штрауб - ~75′ Злочевский |

| Игрок               | Клуб             |                                                  | Вышел на замену | Гол  |
| ------------------- | ---------------- | ------------------------------------------------ | --------------- | ---- |
| Трофимов, В.        | МСФК             | Серебряный гол · Серебряный гол · Серебряный гол | 2               | (-4) |
|                     |                  |                                                  |                 |      |
| Рущинский, Михаил   | МСФК             |                                                  | 9               |      |
| Лапшин, Василий     | МСФК             |                                                  | 3               |      |
|                     |                  |                                                  |                 |      |
| Квашнин, Константин | «Красная Пресня» |                                                  | 2               |      |
| Селин, Фёдор        | МСФК             |                                                  | 18              | 21   |
| Ноготков, Павел     | МСФК             |                                                  | 17              | 2    |
|                     |                  |                                                  |                 |      |
| Старостин, Николай  | «Красная Пресня» |                                                  | 11              | 10   |
| Артемьев, Пётр      | «Красная Пресня» |                                                  | 6               | 1    |
| Троицкий, Сергей    | МСФК             | Гол                                              | 16              | 6    |
| Канунников, Павел   | «Красная Пресня» |                                                  | 12              | 19   |
| Холин, Александр    | МСФК             |                                                  | 9               | 2    |

| Одесса        |           |
| ------------- | --------- |
| Типикин       |           |
|               |           |
| Жук           |           |
| Котов         |           |
|               |           |
| Чернобыльский |           |
| Шнейдер       |           |
| Попов         |           |
|               |           |
| Штрауб        | Гол · Гол |
| Коваль        |           |
| Осипенко      |           |
| Злочевский    | Гол       |
| Левков        |           |

### 72. Москва — Ленинград — 2:2
Междугородний товарищеский матч 29 (отчет ).

| Москва                   | 2:2 | Ленинград           |
| ------------------------ | --- | ------------------- |
| - Исаков 46′ - Холин 60′ |     | - 59′ 84′ М.Бутусов |

| Игрок               | Клуб             |                                 | Вышел на замену | Гол   |
| ------------------- | ---------------- | ------------------------------- | --------------- | ----- |
| Соколов, Николай    | МСФК             | Серебряный гол · Серебряный гол | 15              | (-18) |
|                     |                  |                                 |                 |       |
| Блинков, Константин | «Красная Пресня» |                                 | 14              | 4     |
| Пчеликов, Павел     | ОППВ             |                                 | 1               |       |
|                     |                  |                                 |                 |       |
| Никишин, Евгений    | ОППВ             |                                 | 2               |       |
| Ратов, Владимир     | ОППВ             |                                 | 16              | 1     |
| Пахомов, Константин | ОППВ             |                                 | 2               |       |
|                     |                  |                                 |                 |       |
| Старостин, Николай  | «Красная Пресня» |                                 | 12              | 10    |
| Артемьев, Пётр      | «Красная Пресня» |                                 | 7               | 1     |
| Исаков, Петр        | «Красная Пресня» | Гол                             | 12              | 9     |
| Канунников, Павел   | «Красная Пресня» |                                 | 13              | 19    |
| Холин, Александр    | МСФК             | Гол                             | 10              | 3     |

| Ленинград  |           |
| ---------- | --------- |
| Полежаев   |           |
|            |           |
| Г.Гостев   |           |
| Ежов       |           |
|            |           |
| П.Филиппов |           |
| Батырев    |           |
| Гуськов    |           |
|            |           |
| Д.Родионов |           |
| М.Бутусов  | Гол · Гол |
| А.Соколов  |           |
| Антипов    |           |
| К.Егоров   |           |

### 73. Москва — Ленинград — 3:1
Междугородний товарищеский матч 30 (отчет  ).

| Москва                                 | 3:1 | Ленинград     |
| -------------------------------------- | --- | ------------- |
| - П.Артемьев 12′ 65′ - Н.Старостин 55′ |     | - 48′ Мурашев |

| Игрок              | Клуб             |                | Вышел на замену | Гол   |
| ------------------ | ---------------- | -------------- | --------------- | ----- |
| Соколов, Николай   | МСФК             | Серебряный гол | 15              | (-19) |
|                    |                  |                |                 |       |
| Рущинский, Михаил  | МСФК             |                | 10              |       |
| Лапшин, Василий    | МСФК             |                | 4               |       |
|                    |                  |                |                 |       |
| Ратов, Владимир    | ОППВ             |                | 17              | 1     |
| Селин, Фёдор       | МСФК             |                | 19              | 21    |
| Никишин, Евгений   | ОППВ             |                | 3               |       |
|                    |                  |                |                 |       |
| Старостин, Николай | «Красная Пресня» | Гол            | 13              | 11    |
| Артемьев, Пётр     | «Красная Пресня» | Гол · Гол      | 8               | 3     |
| Исаков, Петр       | «Красная Пресня» |                | 13              | 9     |
| Канунников, Павел  | «Красная Пресня» |                | 14              | 19    |
| Холин, Александр   | МСФК             |                | 11              | 3     |

| Ленинград   |     |
| ----------- | --- |
| Полежаев    |     |
|             |     |
| Рузанов     |     |
| Ежов        |     |
|             |     |
| П.Филиппов  |     |
| Батырев     |     |
| Гуськов     |     |
|             |     |
| П.Григорьев |     |
| М.Бутусов   |     |
| Мурашев     | Гол |
| Антипов     |     |
| К.Егоров    |     |

### 74. Москва — Ленинград — 0:4
Междугородний товарищеский матч 31 (отчет  ).

| Москва | 0:4 | Ленинград                 |
| ------ | --- | ------------------------- |
|        |     | - М.Бутусов - П.Григорьев |

| Игрок                | Клуб                   |                                                                   | Вышел на замену | Гол  |
| -------------------- | ---------------------- | ----------------------------------------------------------------- | --------------- | ---- |
| Малышев, Аркадий     | «Спартак»              | Серебряный гол · Серебряный гол · Серебряный гол · Серебряный гол | 1               | (-4) |
|                      |                        |                                                                   |                 |      |
| Блинков, Константин  | «Красная Пресня»       |                                                                   | 15              | 4    |
| Гаврютиков, Василий  | «Пролетарская кузница» |                                                                   | 1               |      |
|                      |                        |                                                                   |                 |      |
| Байков, Николай      | «Красная Пресня»       |                                                                   | 1               |      |
| Ратов, Владимир      | ОППВ                   |                                                                   | 18              | 1    |
| Ленчиков, Иван       | «Динамо»               |                                                                   | 1               |      |
|                      |                        |                                                                   |                 |      |
| Егоров, Сергей       | «Красная Пресня»       |                                                                   | 1               |      |
| Артемьев, Пётр       | «Красная Пресня»       |                                                                   | 9               | 3    |
| Маслов, Дмитрий      | «Динамо»               |                                                                   | 1               |      |
| Леута, Станислав     | «Красная Пресня»       |                                                                   | 2               |      |
| Жибоедов, Константин | ОППВ                   |                                                                   | 9               | 3    |

| Ленинград   |                 |
| ----------- | --------------- |
| Н.Соколов   |                 |
|             |                 |
| Д.Штукин    |                 |
| Ежов        |                 |
|             |                 |
| Воног       |                 |
| Батырев     |                 |
| Гуськов     |                 |
|             |                 |
| П.Григорьев | Гол             |
| Мурашев     |                 |
| А.Соколов   |                 |
| М.Бутусов   | Гол · Гол · Гол |
| К.Егоров    |                 |

### 75. Москва — Одесса — 0:3
Междугородний товарищеский матч 32 (отчет ).

| Москва | 0:3 | Одесса                              |
| ------ | --- | ----------------------------------- |
|        |     | - 53′ ~57′ Штрауб - ~70′ Злочевский |

| Игрок                 | Клуб             |                                                  | Вышел на замену | Гол  |
| --------------------- | ---------------- | ------------------------------------------------ | --------------- | ---- |
| Леонов, Михаил        | МСФК             | Серебряный гол · Серебряный гол · Серебряный гол | 2               | (-5) |
|                       |                  |                                                  |                 |      |
| Рущинский, Михаил     | МСФК             |                                                  | 11              |      |
| Лапшин, Василий       | МСФК             |                                                  | 5               |      |
|                       |                  |                                                  |                 |      |
| Никишин, Евгений      | ОППВ             |                                                  | 4               |      |
| Селин, Фёдор          | МСФК             |                                                  | 20              | 21   |
| Пахомов, Константин   | ОППВ             |                                                  | 3               |      |
|                       |                  |                                                  |                 |      |
| Румянцев, Николай     | ОППВ             |                                                  | 1               |      |
| Решетов, Алексей      | МСФК             |                                                  | 1               |      |
| Исаков, Петр          | «Красная Пресня» |                                                  | 14              | 9    |
| Тюльпанов, Константин | ОППВ             |                                                  | 2               |      |
| Холин, Александр      | МСФК             |                                                  | 12              | 3    |

| Одесса        |           |
| ------------- | --------- |
| Типикин       |           |
|               |           |
| Жук           |           |
| Котов         |           |
|               |           |
| Чернобыльский |           |
| Пионтковский  |           |
| Бланк         |           |
|               |           |
| Коген         |           |
| Штрауб        | Гол · Гол |
| Осипенко      |           |
| Злочевский    | Гол       |
| Михлин        |           |

## Неофициальные матчи
1. Контрольный матч сборной Москвы
| Москва                    | 3:1 | Москва (II) |
| ------------------------- | --- | ----------- |
| - Канунников - П.Артемьев |     |             |

| Москва: Н.Соколов - Рущинский, В.Лапшин - Б.Аркадьев, Бухтеев, С.Троицкий - Н.Старостин, Селин, Исаков, Канунников, Шапошников Москва (II): Чулков - П.Попов, И.Иванов - Мошаров, В.Ратов, Ленчиков - Макаров, Чеснов, К.Блинков, П.Артемьев, Ермаков |

2. Контрольный матч сборной СССР
| Москва                             | 2:3 | СССР                                 |
| ---------------------------------- | --- | ------------------------------------ |
| - Холин 60′ - К.Блинков 80′ (пен.) |     | - 16′ 53′ М.Бутусов - 20′ Канунников |

| Москва: В.Трофимов - П.Попов, К.Блинков - Жаворонков, Батырев, Ноготков - Н.Старостин, П.Артемьев, Н.Троицкий, М.Загрядсков, Холин СССР: Н.Соколов - Рущинский, В.Лапшин - П.Филиппов , Селин, Карнеев - П.Григорьев, М.Бутусов, Исаков, Канунников, Шапошников |

3-9. Турне на Украину и в Крым
| Москва | 3:0 | «Губмилиция» Екатеринослав |
| ------ | --- | -------------------------- |
|        |     |                            |

| Москва | 3:3 | «Желдор» Екатеринослав |
| ------ | --- | ---------------------- |
|        |     |                        |

| Москва | 2:1 | «Петровец» Екатеринослав |
| ------ | --- | ------------------------ |
|        |     |                          |

| Москва | 3:0 | «Совработник» Симферополь |
| ------ | --- | ------------------------- |
|        |     |                           |

| Москва | 6:0 | «Дом физкультуры» Симферополь |
| ------ | --- | ----------------------------- |
|        |     |                               |

| Москва | 1:2 | «Канатчики» Одесса |
| ------ | --- | ------------------ |
|        |     |                    |

| Москва | 1:2 | «Ленинцы» Одесса |
| ------ | --- | ---------------- |
|        |     |                  |

10. Контрольный матч сборной СССР
| Москва            | 1:2 | СССР                                |
| ----------------- | --- | ----------------------------------- |
| - Н.Старостин 70′ |     | - ~40′ П.Артемьев - ~45′ Канунников |

| Москва: Баклашев - С.Сысоев, В.Лапшин - Ленчиков, И.Артемьев, Ноготков - Н.Старостин, П.Савостьянов, Д.Маслов, К.Блинков, Холин СССР: Н.Соколов - Рущинский, Н.Кротов - Бухтеев, Селин, Привалов - П.Григорьев, П.Артемьев, Исаков, Канунников , Шапошников |

11. Товарищеский матч
| Москва                                    | 6:1 | Ленинград (II) |
| ----------------------------------------- | --- | -------------- |
| - П.Артемьев 15′ - Холин 31′ - Исаков 1Т′ |     | - 17′ ?        |

| Москва: Баклашев - Рущинский, Пчеликов - В.Ратов, Селин, А.Николаенко - Сорокин, П.Артемьев, Исаков, Канунников, Холин Ленинград (II): Тряпкин - Г.Гостев, Э.Эммерих - П.Бутусов, Г.Архангельский, Систонен - Кудрявцев, Д.Родионов, Г.Иванов, Кусков, А.Богданов |

12. Товарищеский матч
| Москва (II)                                      | 3:2 | Николаев |
| ------------------------------------------------ | --- | -------- |
| - Д.Маслов 17′ - И.Артемьев 2:2′ - ? 3:2′ (пен.) |     |          |

| Москва (II): С.Савельев - С.Сысоев, И.Хрусталев - Канаев, И.Артемьев, Б.Аркадьев - Сорокин, Чеснов, Д.Маслов, Н.Троицкий, Шапошников Николаев: Дымов - Аниканов, Болдаков - Праведный, Стимахов, Грушин - Гичкин, Кодратенко, Полегенький, Сердюк, Хесман |

13. Товарищеский матч
| Москва (II)                                | 2:3 | Ленинград                                           |
| ------------------------------------------ | --- | --------------------------------------------------- |
| - Д.Маслов 1:0′ - ? (пен.) - ? 2:1′ (пен.) |     | - 1:1′ ~60′ Г.Архангельский - 53′ (пен.) П.Филиппов |

| Москва (II): Николаенко - Игнатов, Ленчиков - Королев, И.Артемьев, Никишин - Б.Дубинин, П.Савостьянов, Д.Маслов, К.Тюльпанов, Шапошников · Ленинград: Гусев - Г.Гостев, Ежов - П.Филиппов, Воног, Хухтинен - К.Егоров, М.Бутусов ~75', Г.Архангельский, Антипов, А.Богданов |

14. Товарищеский матч
| Москва (II)      | 1:2 | Ленинград (II)                          |
| ---------------- | --- | --------------------------------------- |
| - И.Артемьев 75′ |     | - 0:1′ Мурашев - ~85′ (пен.) А.Васильев |

15. Товарищеский матч
| Москва (II) | 0:4 | Харьков                               |
| ----------- | --- | ------------------------------------- |
|             |     | - ~20′ 2Т′ Привалов - ~25′ Шпаковский |

| Москва (II): Михайлов - Станней, К.Ермаков - Никишин, Макаров, Пахомов - Спиридонов, Суханов, Д.Маслов, П.Савостьянов, Симаков Харьков: Норов - Н.Кротов, К.Фомин - Капустин, В.Фомин, Ус - Привалов, Алферов, Натаров, Шпаковский, Губарев |

16. Товарищеский матч
| Москва (II) | 3:4 | Закавказье |
| ----------- | --- | ---------- |
|             |     |            |

17. Товарищеский матч
| Москва (II)                          | 3:0 | Ленинград |
| ------------------------------------ | --- | --------- |
| - К.Тюльпанов 49′ 63′ - Жибоедов 67′ |     |           |

| Москва (II): Михайлов - Мильеранский, Ленчиков - Вик.Прокофьев, Симаков, Леута - Б.Дубинин, П.Савостьянов, Д.Маслов, К.Тюльпанов, Жибоедов Ленинград: Полежаев - Г.Гостев, Ежов - Воног, Батырев, Гуськов - Д.Родионов, М.Бутусов, Г.Архангельский, Антипов, Э.Эммерих |

18. Товарищеский матч
| Москва (II)     | 2:1 | «Динамо» (сборная) |
| --------------- | --- | ------------------ |
| - Жибоедов 2:1′ |     |                    |

19. Товарищеский матч
| Москва                                 | 2:3 | Ленинград (II)                                             |
| -------------------------------------- | --- | ---------------------------------------------------------- |
| - Савинцев 33′ (авт.) - П.Артемьев 2Т′ |     | - 0:1′ П.Бутусов - 0:2′ (пен.) А.Васильев - 15′ Колотушкин |

| Москва: Н.Соколов - Рущинский, В.Лапшин - В.Ратов, Селин, Никишин - Н.Старостин, П.Артемьев, Исаков, К.Тюльпанов, Холин Ленинград (II): Савинцев - Д.Штукин, Э.Эммерих - А.Васильев, Воног, Систонен - Румянцев, П.Бутусов, Колотушкин, Кусков, Казаринов |

20. Товарищеский матч
| Москва | 7:0 | Харьков (металлисты) |
| ------ | --- | -------------------- |
|        |     |                      |

| Москва: М.Леонов - К.Блинков, В.Лапшин - С.Троицкий, Селин, Никишин - Н.Старостин, П.Артемьев, Д.Маслов, Канунников, Холин |

21. Товарищеский матч
| Москва            | 4:1 | Одесса (II) |
| ----------------- | --- | ----------- |
| - К.Тюльпанов 33′ |     |             |

| Москва: М.Леонов - Рущинский, В.Лапшин - Никишин, Селин, Пахомов - Т.Григорьев, Решетов, Исаков, К.Тюльпанов, Холин Одесса (II): Карпенко - Роман, Котов - Бетин, Константиниди, Щербаков - Левков, Кондрашов, Зинкевич, Сердюк, Коген |